# Argentinská invaze na Falklandy
Argentinská invaze na Falklandy (španělsky Invasión de las Islas Malvinas), kódovým označením operace Rosario (španělsky Operación Rosario; původně během plánování označovaná jako operace Azul ~ modrá), byla vojenská obojživelná operace, kterou 2. dubna 1982 provedly argentinské ozbrojené síly. Jejím cílem bylo připojit britské Falklandy/Malvíny k Argentině. Po nočním vylodění u Port Stanley argentinské jednotky oblehly dům guvernéra Rexe Hunta na západním předměstí Port Stanley, kam se soustředili britští obránci, a ráno se obránci vzdali.
Argentinská Galtieriho vojenská junta si od tohoto kroku slibovala odvedení pozornosti od domácích problémů a předpokládala, že se Británie smíří se ztrátou vzdáleného zámořského území. To se ale nestalo a invaze vedla k 74 dní trvající válce o Falklandy.
Rada bezpečnosti OSN 3. dubna 1982 invazi odsoudila v rezoluci č. 502.
2. duben je v Argentině slaven jako státní svátek veteránů a padlých ve válce o Falklandy (Día del Veterano de Guerra y los Caídos en las Islas Malvinas).

## Časová osa

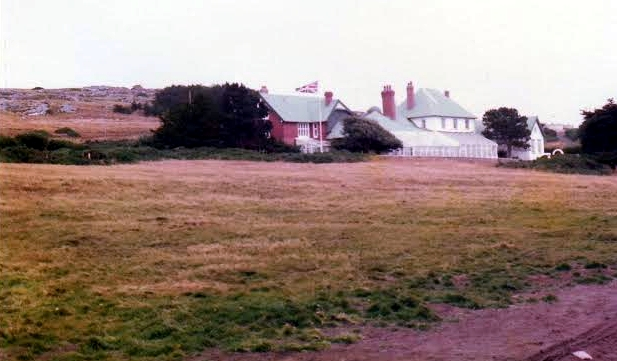
Dům guvernéra v březnu 1983

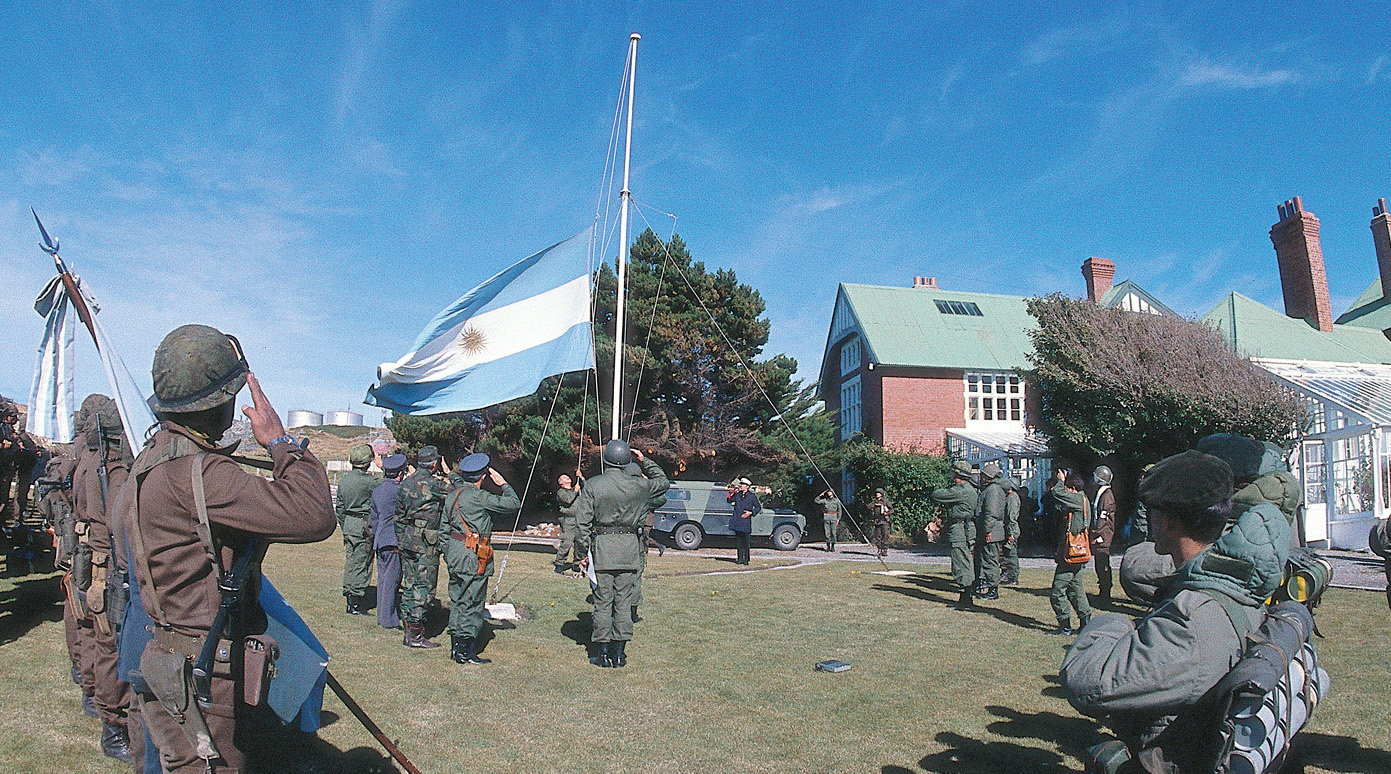
Vztyčování argentinské vlajky u domu guvernéra 2. dubna 1982

Průběh operace Rosario podle Mayorgy:
(A) – 1. dubna 21.30
Torpédoborec ARA Santísima Trinidad (britského typu 42) naloďuje obojživelné komando do 21 malých nafukovacích motorových člunů. Jejich cílem měl být Mullet Creek, ale čluny zamířily přiliš na sever a najely do kelpu. Zamířily proto k nejbližšímu břehu poblíž Lake Point.
(B) – 1. dubna 23.00
První skupina 84 mužů přistála na nepojmenované pláži u Lake Point a rozdělila se na dvě skupiny. Menší skupinu vedl capitán de corbeta (~ korvetní kapitán/nadporučík) Pedro Edgardo Giachino, který zamířil na sever k domu guvernéra. Větší skupině velel capitán de corbeta Guillermo Sánchez Sabarots, který svou skupinu vedl na severozápad ke kasárnám Moody Brook.
(C) – 2. dubna 4.30
Ponorka ARA Santa Fe vysadila nepozorovaně malý tým žabích mužů z Agrupación de Buzos Tácticos u Yorke Bay.
(D) – 2. dubna 5.30
Sabarotsova skupina obklíčila kasárna a za použití granátů a těžké palby pronikla dovnitř, kde zjistila, že kasárna jsou opuštěná.
(E) – 2. dubna 6.00
Tanková výsadková loď ARA Cabo San Antonio vylodila v Yorke Bay 20 AAV (LVTP-7) a několik LARC-V. Tato obojživelná vozidla se rozdělila do tří skupin:
Čtyři AAV jako předvoj. Jeden AAV vezl četu od Regimiento de Infantería Mecanizado 25 argentinské armády.
Hlavní voj čtrnácti AAV.
Zadní voj zbývajících AAV a LARC-V
(F) – 2. dubna 6.30
AAV předvoje nenarazily na žádný odpor a armádní četa zajistila opuštěné letiště, které předtím prošli žabí muži.
(G) – 2. dubna 6.30
16 argentinských comandos kapitána Giachino dorazilo k domu guvernéra, kde narazili na odpor 31 příslušníků Royal Marines, 11 ozbrojených námořníků Royal Navy a jednoho místního. Tři Argentinci byli zraněni, včetně capitán de corbeta Giachino, který následně zemřel. Další tři Argentinci byli později zajati v guvernérově domě, ačkoliv tehdy (kolem 8.00) již začalo vyjednávání o kapitulaci.
(H) – 2. dubna 7.15 (východ slunce)
Postupující AAV, které dosud nenarazily na odpor, se u Port Stanley dostaly pod palbu protitankových střel a kulometů Royal Marines z domu asi 500 metrů od silnice. Royal Marines se následně se stáhli k domu guvernéra. Jedno AAV bylo poškozeno.
(H) – 2. dubna 8.30
AAV zajistily Port Stanley.
(J) – 2. dubna
Žabí muži z Agrupación de Buzos Tácticos a armádní Regimiento de Infantería Mecanizado 25, které velel teniente coronel (~ podplukovník) Mohamed Alí Seineldín, zajišťují letiště a maják.

## Obraz v kultuře
Obranu guvernérova domu zpracoval v roce 1992 film BBC „An Ungentlemanly Act“ – v české distribuci jako „Bitva o Falklandy aneb jak jsem vyhrál válku“.